# Lady Frankenstein
Lady Frankenstein es una película de terror italiana en idioma inglés de 1971 dirigida por Mel Welles y escrita por el escritor Edward di Lorenzo. Está protagonizada por Rosalba Neri (con el seudónimo de Sara Bey), Joseph Cotten, Mickey Hargitay y Paul Müller.

## Argumento
El barón Frankenstein (Cotten), asistido por el Dr. Marshall (Müller), crea un monstruo usando el cuerpo de un hombre al implantarle el cerebro y el corazón de un asesino que fue ejecutado en la horca. El monstruo mata a su creador y escapa del castillo, matando a cualquiera que se cruce frente a él.
Tania (Neri), la hija del barón, incita a Marshall a admitir albergar sentimientos románticos por ella. Ella responde a su afecto, pero dice que aunque el cuerpo de Marshall es viejo, encuentra el cuerpo del joven sirviente, el apuesto pero moderadamente discapacitado intelectualmente Thomas (Masé), atractivo. La «solución» a esta situación sería trasplantar el brillante cerebro de Marshall al cuerpo sano de Thomas. Luego de que Tania trasplanta con éxito el cerebro de Marshall al cuerpo de Thomas, Marshall/Thomas también posee una fortaleza sobrehumana para hacer frente a la furia asesina de la primera criatura, lo que lleva a ambos a una confrontación.

## Reparto
- Rosalba Neri: Tania Frankenstein.
- Joseph Cotten: el barón Frankenstein.
- Paul Müller: el Dr. Charles Marshall.
- Peter Whiteman: la criatura.
- Herbert Fux: Tom Lynch, un ladrón de tumbas.
- Mickey Hargitay: el capitán Harris.
- Lorenzo Terzon: el asistente de Harris (acreditado como Lawrence Tilden).
- Marino Masé: Thomas Stack (sin acreditar)[1].
- Renate Kasché: Julia Stack (acreditada como Renata Cash).

## Producción
La película fue financiada en gran parte a través de Harry Cushing, pero justo antes del comienzo de la filmación, los bancos italianos no aceptaron la carta de crédito de la compañía cinematográfica. Los últimos 90.000 dólares de última hora necesarios para hacer la película se obtuvieron de New World Pictures de Roger Corman. Los financiadores de la película fueron los que eligieron a Rosalba Neri como el papel principal de Tania Frankenstein en la película.

## Estreno
Lady Frankenstein fue distribuida en cines en Italia por Alexia el 22 de octubre de 1971.: 33  Recaudó un total de 139 683 000 liras italianas en el país.: 33  Fue lanzada en los Estados Unidos en marzo de 1972, donde fue distribuido por New World Pictures.: 33, 36 

## Recepción
En su análisis de la película, Louis Paul describió la película como «un híbrido de la obsesión de las películas de terror de los años 70 de Hammer con la desnudez y el sadismo y la edad de oro del período gótico del horror italiano».
Algunos han postulado que Di Lorenzo pretendía que esta película presentara una inclinación feminista al género del científico loco.